# ミルドレッド・ハリス
ミルドレッド・ハリス（Mildred Harris, 1901年11月29日-1944年7月20日）は、アメリカ合衆国の子役出身の女優。11歳のときに子役として役者業をスタートさせて人気を博し、D・W・グリフィス監督の映画『イントレランス』（1916年）ではハーレムの少女として出演した。1920年代を通じて主演級の女優として活躍したが、やがてトーキー映画の時代が到来すると人気が衰退した。1930年の映画『ノー・ノー・ナネット』では一時盛り返したものの、1940年代にかけては端役としていくつかの映画に出た程度で、1945年公開の映画『素晴らしき犯罪を起こして』（Having A Wonderful Crime）が最後の出演作となった。
1918年から1920年にかけてはチャールズ・チャップリンの最初の妻として結婚生活を送ったが、やがて性格の不一致などの理由で訴訟が起こり、離婚という結果に終わった。ハリスはチャップリンと離婚後、3度再婚した。

## 生涯
ミルドレッド・ハリスは1901年11月29日、ワイオミング州シャイアンで生まれる。11歳になった1912年、ハリスはフランシス・フォードとトーマス・H・インスに見いだされ、短編映画『郵便電報』 (The Post Telegrapher) でデビューした。ハリスは同世代の男性子役ポール・ウィリスの相手役をしばしば務め、1914年にはオズ・フィルム・マニュファクティング・カンパニーと契約して『オズの魔法のマント』にフルッフの役で、『オズのかかし陛下』にボタン・ブライトの役で出演。15歳になった1916年にはパラマウント映画の所属となり、グリフィスの大作『イントレランス』にハーレムの少女役として出演する。パラマウント時代からは、のちのハリウッドの実力者であるルイス・B・メイヤーの影響下に入った。
1920年代に入ると、ハリスは子役から脱皮して主演を張れる女優陣の一人となり、コンラッド・ネイゲル、ミルトン・シルズ、ライオネル・バリモア、ロッド・ラ・ロックおよびオーウェンとトムのムーア兄弟といった主演級男優の相手役を数多く務めた。1928年にはフランク・キャプラ監督の『渦巻く都会』にダグラス・フェアバンクス・ジュニア、ジョバイナ・ラルストンらとともに出演した。しかし、トーキー時代が到来すると、ハリスのキャリアは衰退期に入る。ハリスはヴォードヴィルとバーレスクに活動の場を求め、コメディアンのフィル・シルヴァースとも共演。1930年にはブロードウェイ・ミュージカルを映画化した『ノー・ノー・ナネット』での演技が賞賛を浴びた。1936年には三ばか大将シリーズの一つである『ムービー・マニアック』に出演し、ペディキュアを受けながらカーリー・ハワードに足の裏を叩かれ驚く、神経質で厳しい若手の映画女優の役を演じた。
1940年代に入って、ハリスはセシル・B・デミル監督の世話を受け、デミルは1942年製作の『絶海の嵐』にハリスを端役として出演させた。この映画には、当時ハリスの最初の夫であるチャップリンと「結婚」していたポーレット・ゴダードも出演していた。1944年にデミル作品の『軍医ワッセル大佐』に端役として出演したのち、1944年7月20日に肺炎のため42歳で急死。クレジットなしのゲストとして出演した1945年公開の『素晴らしき犯罪を起こして』が遺作となった。ハリスはハリウッド・フォーエバー墓地に葬られている。

## 私生活

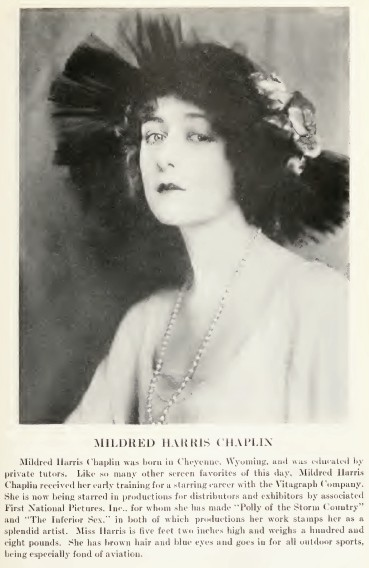
チャップリンと結婚していたころのミルドレッド・ハリス

冒頭に記したように、ミルドレッド・ハリスはチャップリンの最初の妻であるが、そのなれ初めは1916年に求めることができる。この年、チャップリンはサミュエル・ゴールドウィン主宰のパーティーに呼ばれ、この場で当時15歳のハリスと出会うこととなった。チャップリンはハリスの「子どものような性格」に魅入られたが、チャップリンもハリスおよびハリスの母も結婚の噂をしきりに否定していた。しかし、流れはチャップリンに分が悪い方向に流れる。『担へ銃』製作中のチャップリンが「16歳のハリスを「うっかり」はらませた」ことがわかり、スキャンダル対策もあって1918年9月23日に急遽結婚することとなった。ところが、この妊娠話自体が「狂言」であり、あわてて結婚したチャップリンにとっては、別の意味で打撃となった。ハリスとの結婚後のチャップリンは気分が乗らず、次作『サニーサイド』はその影響もあってか「成功とは言い切れない作品」と評された。翌1919年7月7日、「本当に」妊娠したハリスは男児を出産し、ノーマン・スペンサー・チャップリンと命名されるが、重い身体障害を持って生まれ、わずか3日後の7月10日に亡くなった。ノーマンの墓石にはハリスのアイデアで「ネズミちゃん」と刻まれた。
ノーマンが亡くなって10日後、チャップリンはかねて企画中の作品のための子役オーディションを開催。「企画中の作品」とはチャップリン初の長編である『キッド』であり、オーディションで選ばれたのがジャッキー・クーガンである。この『キッド』製作中にチャップリンとハリスの間に深い溝が刻まれる。結婚生活の初期は順調だったものの、もともとチャップリンの目線では、ハリスは「はなはだ知的興味の乏しい女」であり、ハリスはハリスで仕事に没頭して自分にかまってくれないチャップリンに不満であった。また、ハリスはチャップリンの悪口をマスコミを通じてしゃべり、それがチャップリンに苛立ちと制作意欲の減退を与える結果となった。また、ハリスはチャップリンがアラ・ナジモヴァと不倫関係になっていると思い込んでいた。1920年3月17日、ハリスは離婚申し立ての訴訟を起こし、これに『キッド』の取り扱いを巡ってチャップリンと反目していたファースト・ナショナルがハリス側に乗っかり、『キッド』の撮影フィルムを差し押さえようとする策に出る。チャップリンは薄々このたくらみに気づいていたため、わずかな側近とともにハリウッドを脱出してソルトレイクシティに移り、この地で『キッド』の編集作業を行った。裁判は8月から始まり、チャップリン側は『キッド』に手出しをしなければ異議は唱えないと主張。1920年11月19日に、ハリスに10万ドルの慰謝料と共有財産の一部が支払われる条件で離婚が成立して、チャップリンとの結婚生活は終わった。
チャップリンと離婚したハリスは、「元チャップリン夫人」という「称号」を手に入れた。1924年にはエヴェレット・テレンス・マクガヴァンと再婚し、1925年にエヴェレット・テレンス・マクガヴァン・ジュニアを出産したが、1929年11月26日に再び離婚。1934年にはノースカロライナ州アシュビルでフットボールプレイヤーのウィリアム・フレッケンシュタインと三度目の結婚をし、三度目の結婚生活は1944年にハリスが亡くなるまで続いた。
結婚生活以外の事項では、ハリスは1930年にウォリス・シンプソンと知り合い、シンプソンとプリンス・オブ・ウェールズを引き合わせた一人となった。プリンス・オブ・ウェールズはイギリス王エドワード8世として即位ののち、王位を捨ててシンプソンと結婚した。ハリス自身もプリンス・オブ・ウェールズやルイス・マウントバッテン卿らと親しく、チャップリンとの離婚訴訟の真っ最中に一緒にダンスを踊った仲でもあった。ハリスはプリンス・オブ・ウェールズについて次のように語った。「皇太子はすっきりとした、すてきな人だわ。それにダンスがとてもお上手なの。あの方とのダンスすばらしかったわ」。社交界との付き合いもあったハリスであったが、1922年10月3日には破産を申請している。

## 後世
ハリスはハリウッドの殿堂ハリウッド・ウォーク・オブ・フェームのハリウッド大通り6307番に星を持っている。また、1992年公開のリチャード・アッテンボロー監督によるチャップリンの伝記映画『チャーリー』では、ミラ・ジョヴォヴィッチがハリスを演じた。偶然であるが、上述のようにハリスがチャップリンと出会ったのが15歳のときであるが、ジョヴォヴィッチがハリスを演じたのも16歳のときで、この時ジョヴォヴィッチは俳優のショーン・アンドリュースと結婚していたが、ハリスと同じように離婚している。三度の結婚歴も2012年現在、ハリスと同じである。

## 主な出演作品
| 公開年 | 題名                                      | 役名                                     | 備考                                                                 |
| ------ | ----------------------------------------- | ---------------------------------------- | -------------------------------------------------------------------- |
| 1912   | The Post Telegrapher                      |                                          |                                                                      |
| 1912   | The Triumph of Right                      | 小さな娘                                 |                                                                      |
| 1912   | His Nemesis                               |                                          |                                                                      |
| 1912   | The Frontier Child                        | 開拓民の子ども                           |                                                                      |
| 1912   | His Squaw                                 |                                          |                                                                      |
| 1912   | His Sense of Duty                         |                                          |                                                                      |
| 1913   | A Shadow of the Past                      |                                          |                                                                      |
| 1913   | The Wheels of Destiny                     |                                          |                                                                      |
| 1913   | The Way of a Mother                       |                                          |                                                                      |
| 1913   | The Miser                                 |                                          |                                                                      |
| 1913   | The Drummer of the 8th                    |                                          |                                                                      |
| 1913   | A Child of War                            |                                          |                                                                      |
| 1913   | A True Believer                           |                                          |                                                                      |
| 1913   | The Seal of Silence                       |                                          |                                                                      |
| 1913   | Granddad                                  | ミルドレッド                             |                                                                      |
| 1913   | Borrowed Gold                             |                                          |                                                                      |
| 1914   | Romance of Sunshine Alley                 |                                          |                                                                      |
| 1914   | O Mimi San                                |                                          |                                                                      |
| 1914   | The Courtship of O San                    |                                          |                                                                      |
| 1914   | Wolves of the Underworld                  |                                          |                                                                      |
| 1914   | The Colonel's Orderly                     |                                          |                                                                      |
| 1914   | The Social Ghost                          | エセル                                   |                                                                      |
| 1914   | Shadows of the Past                       |                                          |                                                                      |
| 1914   | A Frontier Mother                         |                                          |                                                                      |
| 1914   | The Sheriff of Bisbee                     |                                          |                                                                      |
| 1914   | Shorty and the Fortune Teller             |                                          |                                                                      |
| 1914   | When America Was Young                    |                                          |                                                                      |
| 1914   | Mildred's Doll                            | ミルドレッド                             |                                                                      |
| 1914   | The Magic Cloak of Oz                     | ノーランドの「フルッフ」マーガレット王女 |                                                                      |
| 1914   | His Majesty, the Scarecrow of Oz          | ボタン・ブライト                         |                                                                      |
| 1914   | Jimmy                                     | マリー                                   |                                                                      |
| 1915   | The Lone Cowboy                           |                                          |                                                                      |
| 1915   | The Warrens of Virginia                   | ベティ・ウォーレン                       |                                                                      |
| 1915   | Enoch Arden                               | 子ども                                   | (クレジットなし)                                                     |
| 1915   | The Little Matchmaker                     | ミルドレッド                             |                                                                      |
| 1915   | The Little Soldier Man                    | ミルドレッド                             |                                                                      |
| 1915   | The Absentee                              | イノセンス                               |                                                                      |
| 1915   | A Rightful Theft                          |                                          |                                                                      |
| 1915   | The Old Batch                             | 最初の養女                               |                                                                      |
| 1915   | The Choir Boys                            |                                          |                                                                      |
| 1915   | The Little Lumberjack                     |                                          |                                                                      |
| 1915   | The Indian Trapper's Vindication          | ドロシー・キング - 小さな娘              |                                                                      |
| 1916   | Hoodoo Ann                                | ゴールディ                               | アメリカ議会図書館収蔵                                               |
| 1916   | イントレランス Intolerance                | ハーレムの少女                           | (クレジットなし)                                                     |
| 1916   | The Old Folks at Home                     | マージョリー                             | 現存                                                                 |
| 1916   | The Matrimaniac                           |                                          | (クレジットなし), アメリカ議会図書館収蔵                             |
| 1916   | The Americano                             | 速記者                                   | アメリカ議会図書館収蔵                                               |
| 1917   | The Bad Boy                               | マリー                                   | 紛失                                                                 |
| 1917   | A Love Sublime                            | ユライディス                             | 紛失                                                                 |
| 1917   | An Old Fashioned Young Man                |                                          | 紛失                                                                 |
| 1917   | Time Locks and Diamonds                   | ロリータ・メンドーサ                     | 紛失                                                                 |
| 1917   | Golden Rule Kate                          | ケイトの姉・オリーブ                     | アメリカ議会図書館収蔵                                               |
| 1917   | The Cold Deck                             | アリス・レイフ                           | 紛失                                                                 |
| 1917   | The Price of a Good Time                  | リニー                                   | 紛失                                                                 |
| 1918   | The Doctor and the Woman                  | シドニー・ページ                         | 紛失                                                                 |
| 1918   | Cupid by Proxy                            | ジェーン・スチュワート                   | 紛失                                                                 |
| 1918   | For Husbands Only                         | トニ・ワイルド                           | 紛失                                                                 |
| 1918   | Borrowed Clothes                          | マリー・カーク                           | 紛失                                                                 |
| 1919   | When a Girl Loves                         | ベス                                     | 紛失                                                                 |
| 1919   | Home                                      | ミリセント・ランキン                     | 紛失                                                                 |
| 1919   | Forbidden                                 | 「マディー」アーヴィン                   | 紛失                                                                 |
| 1920   | Old Dad                                   | ダフネ・ブレトン                         | 紛失                                                                 |
| 1920   | The Inferior Sex                          | アライザ・ランダル                       | 紛失 (ミルドレッド・ハリス・チャップリン名義)                        |
| 1920   | Polly of the Storm Country                | ポリー                                   | 紛失 (ミルドレッド・ハリス・チャップリン名義)                        |
| 1920   | The Woman in His House                    | ヒルダ                                   | 紛失 (ミルドレッド・ハリス・チャップリン名義)                        |
| 1921   | Habit                                     | イレーヌ・フレッチャー                   | 紛失                                                                 |
| 1921   | A Prince There Was                        | キャサリン・ウッズ                       | 紛失                                                                 |
| 1921   | Fool's Paradise                           | ローザ・デュシーヌ                       | アメリカ議会図書館収蔵                                               |
| 1922   | The First Woman                           | 少女                                     | 紛失                                                                 |
| 1923   | The Fog                                   | マデライン・テドン                       | 残存？                                                               |
| 1923   | The Daring Years                          | スージー・ラモット                       | 紛失                                                                 |
| 1924   | The Shadow of the East                    | ギリアン・ロック                         | 紛失                                                                 |
| 1924   | By Divine Right                           | 少女                                     | 紛失                                                                 |
| 1924   | Traffic in Hearts                         | アリス・ハミルトン                       | 紛失                                                                 |
| 1924   | One Law for the Woman                     | ポリー・バーネス                         | 紛失                                                                 |
| 1924   | In Fast Company                           | バーバラ・ベルデン                       | 紛失                                                                 |
| 1924   | Unmarried Wives                           | ソンヤ王女                               | 紛失                                                                 |
| 1924   | Stepping Lively                           | 少女エヴェリン・ペンドリー               | 紛失                                                                 |
| 1924   | The Desert Hawk                           | マリー・ニコルス                         | 紛失                                                                 |
| 1925   | Easy Money                                | ブランチ・アモリー                       | アメリカ議会図書館収蔵                                               |
| 1925   | Flaming Love                              | チタ                                     | 紛失                                                                 |
| 1925   | Beyond the Border                         | モリー・スミス                           | 残存                                                                 |
| 1925   | The Dressmaker from Paris                 | ジョアン・マクレガー                     | 紛失 (per Lost Film Files)                                           |
| 1925   | Super Speed                               | クレア・ナイト                           | アメリカ議会図書館収蔵                                               |
| 1925   | Private Affairs                           | アミー・ラフキン                         | 紛失                                                                 |
| 1925   | My Neighbor's Wife                        | 発明家の妻                               | 紛失                                                                 |
| 1925   | A Man of Iron                             | クレア・ボウドイン                       | 紛失                                                                 |
| 1925   | The Fighting Cub                          |                                          | 紛失                                                                 |
| 1925   | The Unknown Lover                         | ゲイル・ノーマン                         | 紛失                                                                 |
| 1925   | Soiled                                    | ペット・ダーリング                       | 紛失                                                                 |
| 1926   | Mama Behave                               | チャーリーの妻、ロリータ・チャーズ       | 残存                                                                 |
| 1926   | The Isle of Retribution                   | レノール・ハーデンワース                 | 紛失                                                                 |
| 1926   | The Self Starter                          |                                          | 紛失                                                                 |
| 1926   | Dangerous Traffic                         | ヘレン・レオナルド                       | 残存                                                                 |
| 1926   | The Wolf Hunters                          |                                          | 紛失                                                                 |
| 1926   | The Mystery Club                          | ケイト・ヴァンデーヴァー                 | 紛失 (ユニバーサル映画の記録による)                                  |
| 1926   | Cruise of the Jasper B                    | アガサ・フェアヘイヴン                   | アメリカ議会図書館収蔵                                               |
| 1927   | The Show Girl                             | マイジー・ウーデル                       | アメリカ議会図書館収蔵, カリフォルニア大学フィルム・テレビ収蔵庫収蔵 |
| 1927   | One Hour of Love                          | グェン                                   | 紛失 (ティファニーの記録による)                                      |
| 1927   | Husband Hunters                           | シンシア・ケーン                         | 紛失 (ティファニーの記録による)                                      |
| 1927   | Wandering Girls                           | マクシーヌ                               | 紛失 (コロンビア映画の記録による)                                    |
| 1927   | Wolves of the Air                         | マルセリーヌ・マニング                   | 紛失                                                                 |
| 1927   | Burning Gold                              |                                          | 紛失                                                                 |
| 1927   | She's My Baby                             | クレア・ダルトア                         | 紛失                                                                 |
| 1927   | Rose of the Bowery                        |                                          | 紛失                                                                 |
| 1927   | The Swell-Head                            | キティ                                   | 紛失 (コロンビア映画の記録による)                                    |
| 1927   | Sumuru                                    | ヘレン・グラハム                         | アメリカ議会図書館収蔵                                               |
| 1927   | Out of the Past                           | ドーラ・プリンティス                     | 紛失                                                                 |
| 1927   | The Adventurous Soul                      | ミリアム・マーティン                     | アメリカ議会図書館収蔵                                               |
| 1928   | The Last Lap                              |                                          |                                                                      |
| 1928   | Hearts of Men                             | アリス・ウェストン                       |                                                                      |
| 1928   | The Heart of a Follies Girl               | フローライン                             |                                                                      |
| 1928   | Lingerie                                  | マリ                                     |                                                                      |
| 1928   | The Speed Classic                         | シャリア・ヴァン・ハウテン               |                                                                      |
| 1928   | Melody of Love                            | マデロン                                 |                                                                      |
| 1928   | 渦巻く都会 The Power of the Press         | マリー・ウェストン                       | 現存                                                                 |
| 1929   | Side Street                               | バニー                                   | 現存                                                                 |
| 1929   | Sea Fury                                  |                                          |                                                                      |
| 1930   | 浮気成金 No, No, Nanette                  | ベティ                                   |                                                                      |
| 1930   | Melody Man                                | マーサ                                   |                                                                      |
| 1930   | Ranch House Blues                         |                                          |                                                                      |
| 1935   | Lady Tubbs                                | 上流階級の女性                           | (クレジットなし)                                                     |
| 1935   | The quiero con locura                     | （不明）                                 |                                                                      |
| 1935   | Never Too Late                            | マリー・ロイド・ハートリー               |                                                                      |
| 1936   | Movie Maniacs                             | 女優                                     |                                                                      |
| 1936   | Great Guy                                 | ビット・ロール                           | (クレジットなし)                                                     |
| 1942   | 絶海の嵐 Reap the Wild Wind               | 女性ダンサー                             | (クレジットなし)                                                     |
| 1942   | スイング・ホテル Holiday Inn              | 女性                                     | (クレジットなし) (未確認)                                            |
| 1944   | 軍医ワッセル大佐 The Story of Dr. Wassell | オランダの看護婦                         | (クレジットなし)                                                     |
| 1944   | Fun Time                                  | ティリー                                 | (クレジットなし)                                                     |
| 1944   | Hail the Conquering Hero                  | 海兵大佐の妻                             | (クレジットなし)                                                     |
| 1945   | Having a Wonderful Crime                  | （ゲスト）                               | (クレジットなし)：遺作                                               |